# 尤瑞瓦拉国家公园
尤瑞瓦拉国家公园（英語：Te Urewera National Park）是新西兰北岛东部的一座国家公园，建立于1954年，面积2127平方公里，为新西兰第四大、北岛第一大国家公园。公园保护着北岛最大面积的原始森林，森林中栖息有几乎所有新西兰本土鸟类。